# Kai Michalke
Kai Michalke (Bochum, 5 aprile 1976) è un allenatore di calcio ed ex calciatore tedesco, di ruolo centrocampista.

## Palmarès

### Giocatore

#### Competizioni nazionali
- Campionato tedesco di seconda divisione: 2

Bochum: 1993-1994, 1995-1996